# Галицкие русофилы

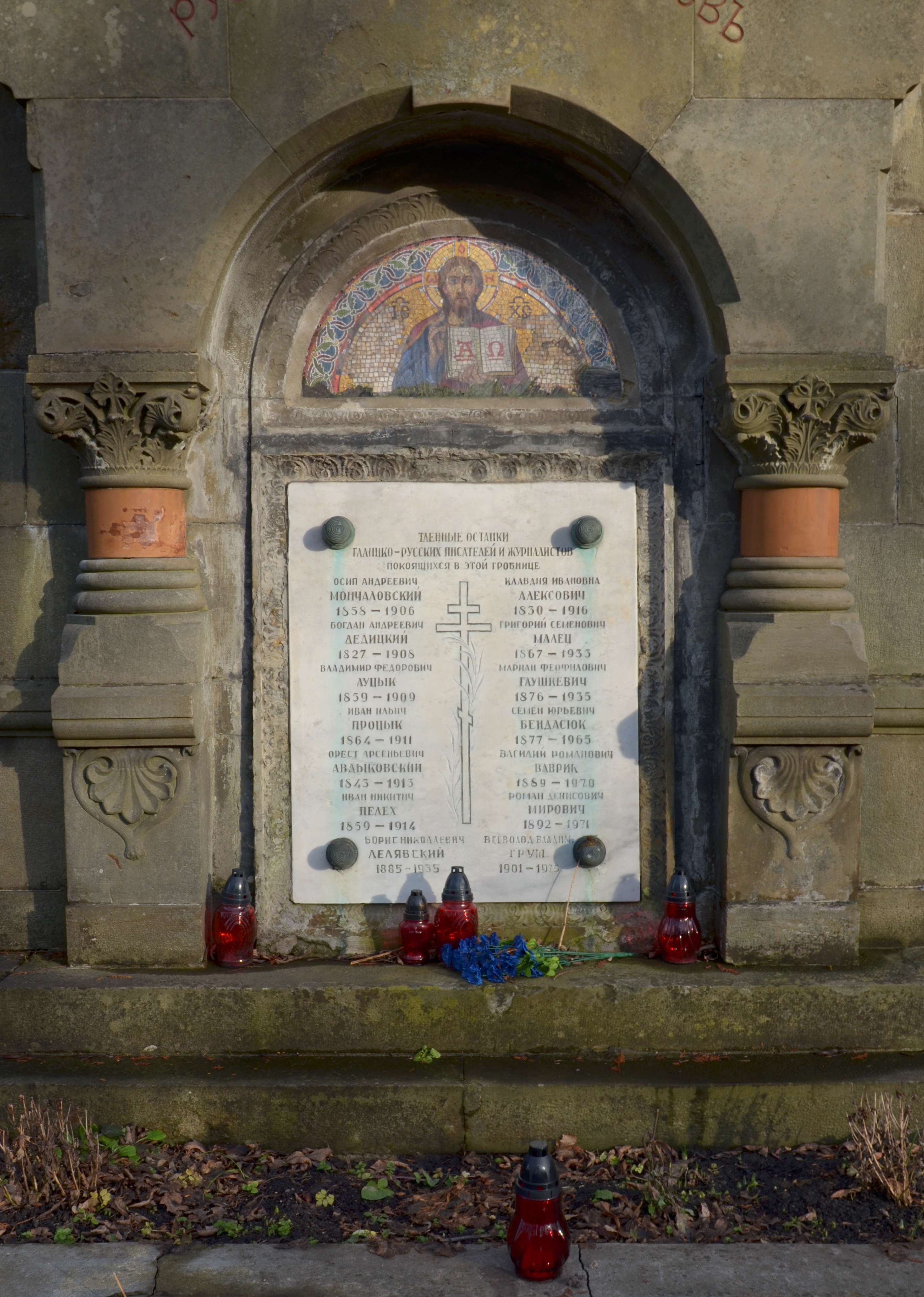
Братская могила галицко-русских журналистов (Львов, Лычаковское кладбище)

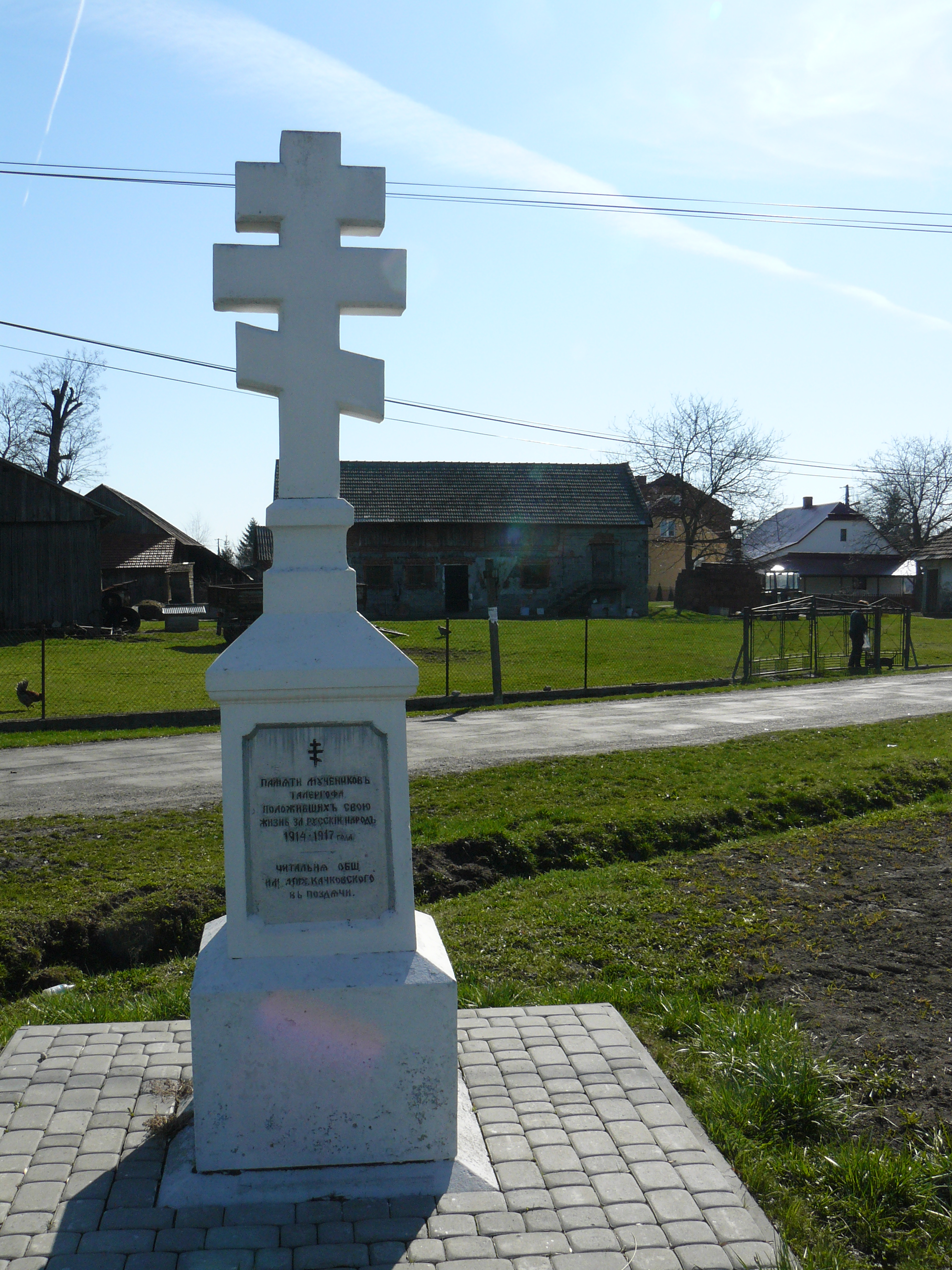
Памятник жертвам Талергофа-русофилам в Лешно

Га́лицкие русофи́лы (также карпа́то-ру́сское, га́лицко-ру́сское, москвофи́льское или ру́сское движе́ние в Закарпа́тье и Гали́ции) — культурно-политическое движение русофилов в Австро-Венгрии после 1848 года. Движение существовало, в основном, в Галиции, а также на Буковине и в Закарпатье.

## Зарождение движения

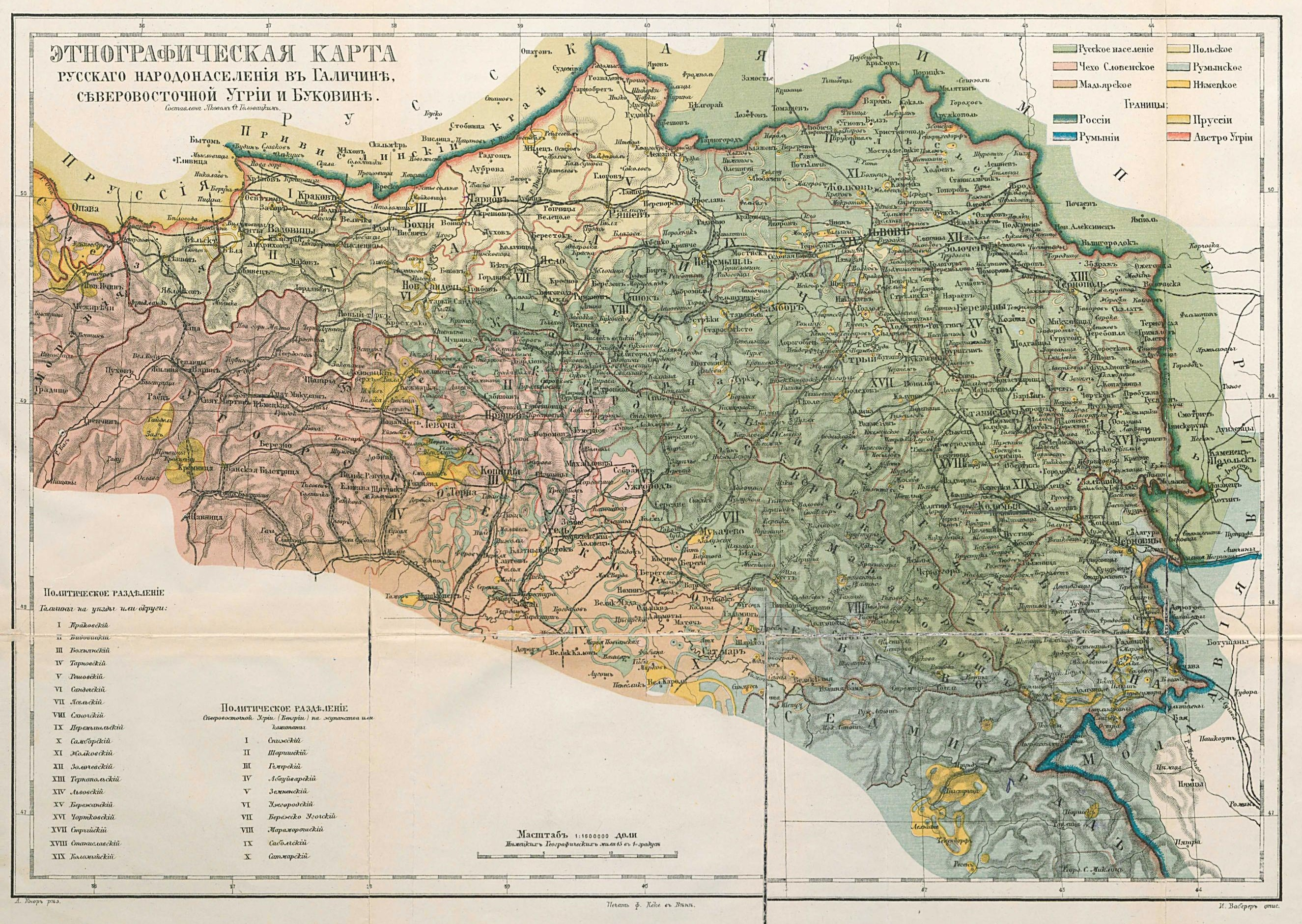
Этнографическая карта населения Галиции и Буковины (Яков Головацкий, 1878 год)

Политические организации, в которых некоторые историки обнаруживали начала русофильской идеологии, и в которых активно участвовали будущие русофилы, появились в пределах Австрийской империи вскоре после подавления русскими войсками революции 1848—1849 гг. Однако культурное русофильство возникло раньше. Так, ещё в самом начале XIX века в Россию переехали ряд подкарпатских интеллигентов, достигших, в некоторых случаях, высоких постов (Иван Орлай, Василий Кукольник, Михаил Балудянский, Юрий Венелин и др.). Отчасти через них население региона начало знакомиться с русской культурой и русским языком. Структурное сходство русского языка с карпатско-украинскими говорами, а также то, что он во многом базировался на церковнославянской лексике (известной греко-католическому населению Галичины и Закарпатья) привело некоторых учёных к мысли, что русский язык является наиболее чистой, литературно обработанной формой их речи — которую они традиционно называли «руськой». Такие взгляды уже в 1810—1830-е годы высказывал Иван Фогораший в Закарпатье. Революционные события 1848 года и поход русской армии в Венгрию привели и к личному знакомству многих галичан, закарпатцев и буковинцев с русским языком и русской культурой. После этого русофильские симпатии начинают оформляться в первые политические действия — на близких к позднейшему русофильству позициях стоят издания «Зоря Галицкая» и «Слово», начавшие выходить в 1859—1860 годы и объединившие вокруг себя будущих лидеров русского движения Галичины (Богдана Дедицкого, Михаила Качковского и других). В Закарпатье в это время укрепляются позиции русского языка, и вместе с ним, русофильских симпатий, во многом благодаря авторитету таких деятелей как Александр Духнович и Адольф Добрянский. Так, общество им. Василия Великого в конце 1850-х годов уже говорит о русском народе и русском языке.
Точное время формирования русского движения, соотношение роли местных исторических традиций или российской пропаганды до сих пор остаётся спорным вопросом.

## Поддержка из России
Русское движение в Прикарпатской Руси всегда вызывало интерес и симпатию и пользовалось всемерной поддержкой в России как императорского двора, так и широких слоёв общества.
Например, граф Влади́мир Алексеевич Бо́бринский (лидер неославянского движения, не путать с полным тёзкой министром) создал в 1902 году «Галицко-русское благотворительное общество», в 1908 году участвовал в славянском конгрессе в Праге, субсидировал русскую прессу в Австро-Венгрии: «Славянский век» (Вена), «Червоная Русь», «Русское слово», «Галичанин» (Львов), «Русская правда» (1908-1914), «Православная Буковина» (1894-1903) (Черновцы).

## Политические процессы против русофилов
Одним из первых крупных процессов против сторонников русского движения австрийской Галичины стал процесс Ольги Грабарь в 1882 году. Хотя основное обвинение в «государственной измене» оказалось совершенно несостоятельным, попытки властей найти состав преступления в контактах русофилов с Россией продолжались. Так, несколько раз был арестован Григорий Купчанко, проходили обыски в домах Шараневича, других видных общественных деятелей русофильской ориентации. По мере приближения Первой мировой войны отношения между австрийскими и венгерскими властями (а также краевыми властями Галичины) с одной стороны и русофильскими организациями с другой стороны становились всё более натянутыми. Первое десятилетие XX века дало три крупных процесса — процесс братьев Геровских, Мармарош-Сигетские процессы и Львовский процесс. В ходе последних двух австрийские власти применили приём внедрения в среду русофилов агента-провокатора, но, несмотря на это, основные обвинения (государственная измена, шпионаж) оказались бездоказательными.

## Первая мировая война
С началом Первой мировой войны на русское движение австрийских Галичины, Закарпатья и Буковины обрушилась волна репрессий. Начавшаяся с закрытия всех газет, культурных и общественных организаций русофильского направления, она вскоре перешла в массовые аресты всех заподозренных в русофильстве. Последствиями этого были либо заключение в концентрационных лагерях (наиболее известен Талергоф, также русофилов заключали в Берёзе-Картузской и других местах), военных тюрьмах (Терезин), либо военные суды, как правило со смертными приговорами (так, например, был казнён иерей Максим Сандович), либо, в самом мягком случае, высылки в удалённые части Австро-Венгрии под надзор (так был выслан Тит Мышковский). В арестах властям нередко содействовали представители украинского движения, а также поляки и евреи. Репрессии прекратились в 1917 году, после смерти Франца-Иосифа (1830—1916) и фактического выхода России из войны, тогда же были освобождены большинство заключённых.
Точное количество жертв репрессий по сей день остаётся спорным. Из братских могил так называемого «кладбища под соснами» возле Талергофа, где хоронили погибших узников, после войны были эксгумированы для перезахоронения на родине тела 1767 человек. Если исходить из поимённой статистики «Талергофского альманаха» реальное число погибших в лагере было выше, то есть возможно их хоронили ещё где-то. Наконец, Талергоф был не единственным концлагерем для обвиняемых в русофильстве, кроме того некоторое количество людей были казнены по приговорам военных судов либо в результате самосудов. Таким образом, даже если учитывать только погибших в результате репрессий, счёт идёт на тысячи.
Практическим результатом репрессий был организационный разгром движения, и вывод его из политической жизни к моменту революционных событий 1917 — 1918 годы. Кроме того, большое количество сторонников русского движения, опасаясь за свою судьбу, покинули родину.

## Русское движение между мировыми войнами

### Галиция
На момент окончания Первой мировой войны и распада Австро-Венгрии местное русское движение было практически парализовано австрийскими репрессиями — все газеты русофильского направления были закрыты начиная с 1914 года, общественные организации (читальни и т. д.) либо закрыты, либо переданы украинской партии. Кроме того, велики были человеческие потери вследствие террора и эмиграции.
Гражданская война в России вызвала раскол и растерянность среди русских галичан — многие из них поддерживали белое движение (Алексей Геровский, Владимир Дудыкевич, Димитрий Марков, Осип Мончаловский, Григорий Малец и др), некоторые перешли на коммунистические, и вместе с тем, советско-украинские позиции (Кузьма Пелехатый), что также сильно ослабило позиции русской партии. Между тем украинские националисты проявили небывалую активность, провозгласив собственное государство — ЗУНР, что привело к росту их поддержки среди населения.
Тем не менее, в 1923 году было воссоздано большинство старых русофильских организаций и создана политическая партия Русская Народная Организация (позже преобразованная в Русскую селянскую организацию). Во главе её стояли В. Труш и М. Бачинский. В 1926 году от организации откололась группа под лидерством М. Бачинского. Эту группу составляли русофилы, придерживавшиеся левых взглядов. Некоторое время они сотрудничали с социалистической организацией Сельроб украинского направления, даже выступая с ней одним фронтом на выборах. Они симпатизировали Советскому Союзу, использовали социалистическую риторику и выдвигали традиционную для левых партий социальную программу. При этом воздерживались от открытого признания себя коммунистами и сотрудничества с КПЗУ. Более консервативная, традиционалистически настроенная часть русофилов (в польских источниках обычно называемая «старорусины») выдвигала лозунг будущего создания Российской федеративной республики, отрицательно относясь к советскому политическому строю. В 1929 году они объединились в Русскую аграрную партию.
В целом на тот момент русофилы уже сильно уступали по популярности украинским движениям. На выборах 1928 года за кандидатов от Русской селянской организации было подано от 80 до 100 тыс. голосов.
Наиболее прочно русофильские симпатии сохранялись среди лемков. Кроме политических организаций, продолжали деятельность Общество имени Качковского, студенческое общество «Друг», Общество русских дам. В это время ведущую роль в движении играли представители молодой галицкой интеллигенции, сохранившие «общерусскую» идею, нередко прошедшие через репрессии (Василий Ваврик, Семён Бендасюк, Владимир Труш, Михаил Цебринский), и, в меньшей мере, православное духовенство (Дамиян Вендзилович, Владимир Венгринович и др.).

### Закарпатье (Подкарпатская Русь)
В Закарпатье русская идея отстаивалась сразу несколькими партиями и движениями, от околосоциалистической Карпаторусской трудовой партии до националистической Русской национально-автономной партии (также некоторой популярностью пользовался Подкарпаторусский земледельческий союз). Кроме того, существовало множество организаций русской направленности (профессиональных, женских и т. д.). На русском языке издавались газеты «Русскій Народный Голосъ», «Русскій Вестникъ», «Карпатскій Светъ» и ряд других. Помимо политические деятелей русской ориентации (Пётр Сова, Пётр Федор, отец и сын Анталовские, Эдмунд Бачинский, Караман и др.) выделялись учёные и общественные деятели (Георгий Геровский, Пётр Линтур и др.), литераторы (Андрей Карабелеш, Эмиль Балецкий, Дмитрий Вакаров, Василий Сочка-Боржавин и др.). Политическая обстановка в крае характеризовалась острой борьбой русофильских и украинофильских организаций, а также дрейфом некоторых русофильских лидеров в сторону локального (русинского) автономизма (Сабов Евмений Иванович, Стефан Фенцик).

## Вопрос языка
Вопрос языка был тесно связан с вопросом самосознания. Первые «будители» Галиции называли свой язык «руским». «Поют також хорошо руским язиком Ч. Гуляка Артемовський, Тома Падурра и инши», — говорилось во введении к «Русалке Днестровой». При этом они также именовали «русским», с двумя «с» собственно русский язык. На долгое время языком русской партии Галиции и, в меньшей степени, Закарпатья и Буковины стало т. н. «язычие». Язык, построенный на основе церковнославянского языка проповедей с многочисленными русскими и украинскими вставками. Кроме того, отдельные авторы писали произведения на языке, близком к русскому литературному (многие произведения Богдана Дедицкого, Александра Духновича, Ивана Гушалевича), либо, напротив, к местным вариантам украинского языка (брошюры «для галицкого народа» Иоанна Наумовича, стихи Александра Павловича и т. д.). Переход официальных изданий галицко-русской партии на русский литературный язык был объявлен в 1899 году в рамках идеологии «нового курса». При этом народный язык, вопреки распространённым утверждениям противников «москвофилов», не отвергался и не презирался, ибо предполагалась диглоссия. «Русско-народная партия признаёт необходимым и целесообразным просвещать русское население Галичины на его собственном, галицко-русском наречии, не отказываясь, однако, от помощи, какую русскому народу в Австрии может принести… общерусский язык и общерусская литература», — из доклада Осипа Мончаловского. Публицистика, литературные произведения и периодика на украинских и русинских говорах Галиции, Лемковщины и Закарпатья выходили вплоть до конца 1930-х гг. Кроме того, многие деятели русского движения внесли значительный вклад в местную этнографию и языкознание (Юлиан Яворский, Георгий Геровский), либо сами писали на украинском, называя его «галицко-русским» (Василий Ваврик, Иван Федоров-Федоричка). Диалектизмы встречаются даже у тех авторов, которые старались использовать русский литературный язык; скорее всего, родным языком для галицких русофилов и в межвоенное время оставалось местное наречие. Русофильские авторы также вынуждены были учитывать как административные препоны со стороны властей, так и то, что русский литературный язык не был до конца понятен широким слоям населения Галиции. Галицкие русофилы пользовались дореволюционной орфографией; Иван Бондаренко предлагал введение фонетического правописания для защиты языка от внешних влияний.
В конце XIX — начале XX века русский язык получил значительное распространение в Закарпатье, где сложилась его особая разновидность («подкарпатская редакция русского языка») и возникла целая школа русскоязычных писателей. Эти традиции частично сохранились до настоящего времени.

## Вопрос наименования
В современной украинской историографии для обозначения движения используется термин «москвофильское». В польской историографии используется определение «москалефильство» (moskalofilstwo). Оба термина появились в конце XIX века среди оппонентов русофилов из числа украинофилов и польских националистов. Как отмечает современный польский исследователь Богдан Горбаль, оба термина имели ярко окрашенную негативную коннотацию. Среди русофилов была распространена кличка «мазепинцы», которой они в ответ именовали украинофилов. Своё движение русофилы именовали «русско-народное».
Украинская советская и современная лингвистика традиционно не признаёт особого языка восточных славян Карпатского региона — исторической Карпатской Руси. Многовековая оторванность от основного восточнославянского/русского массива создала такой прецедент, как консервация древнерусских архаичных черт в народном языке карпатских русинов. Это касается прежде всего лемков, а также гуцулов. Традиционное этнографическое деление на лемков, бойков, гуцулов, верховинцев и долинян весьма условно. Наиболее твёрдыми сторонниками традиционной карпаторусскости, а сейчас русинства остаются лемки, частично населяющие нынешние Подкарпатское и Малопольское воеводства Польши и Прешовский край Словакии. Основной массив карпатских русинов — долиняне (долишнякы) представлен на территории Закарпатской области Украины (исторической Подкарпатской Руси). Самоназвания автохтонных жителей Карпатского региона весьма разнообразны. В Галичине (Галицкой Руси, Червонной Руси, Галиции, Галицкой Украине) — галицкие русины, червоноруссы, рускi, галицькi украïнцi, галичане. В Закарпатье (Угорской Руси, Подкарпатской Руси) — угроруссы, угорские русины, карпатороссы, подкарпатские русины, руськi, закарпатцы. На Лемковщине (Лемковской Руси, Пряшевской Руси) — руснакы, карпатороссы, лемкы (лемакы), рус(ь)кы.
В целом в результате украинского национального движения большинство восточно-славянского населения Западной Украины стали именоваться украинцами (кроме русинов, которые не считают себя этнографической группой украинского народа).

## «Американская Русь»
В конце XIX первой половине XX века по политическим и экономическим причинам многие жители Галиции, Закарпатья и Буковины покинули родину. Некоторые уезжали в Россию, но большинство, особенно после установления советской власти, оказалось в Северной Америке. Среди эмигрантов были и люди с русской самоидентификацией. Во многих случаях они сохраняли свои убеждения и вдалеке от Родины — так создавались русофильские общества, организации и газеты в США, Канаде, их сообщества и деятельность получила в их среде название «Американская Русь».. В первое время их деятельность была достаточно активной — так, в Нью-Йорке был создан Союз освобождения Карпатской Руси, проведены карпато-русские конгрессы, в которых принимали участие многие видные деятели карпато-русского движения. В междувоенное время выходило несколько газет карпато-русской (по их собственному определению) направленности. После эмиграции значительного количества лемков был создан занимавший близкие к русофильству позиции «Лемко-союз», лидером которого был просоветский активист и писатель Дмитрий Вислоцкий.
После Второй мировой войны в Америку прибыла новая волна эмигрантов, преимущественно из Закарпатья, внёсших свежую струю в движение. Однако в 1960—1970-х гг. деятельность карпато-русской эмиграции в США постепенно пошла на спад, отчасти в связи с изменившейся международной обстановкой, отчасти из-за ухода из жизни старшего поколения эмигрантов и ассимиляции младшего, рождённого уже в Америке. Тем не менее, полностью деятельность карпато-русской эмиграции не прекратилась — русскую идею пропагандировала и продолжает пропагандировать газета «Свободное слово Карпатской Руси» (с конца 1970-х — «Свободное слово Руси»), на позициях смежных между русофильством и русинством стоит газета «Карпатська Русь». Среди заметных эмигрантов-русофилов в США — Алексей Геровский, Михаил Прокоп, Илья Терех, Алексий Товт, Иосиф Федоронко, Пётр Гардый, Дмитрий Вергун и другие.

## Критика
По мнению историка РОИИ и специалиста по национальным движениям в Европе М. В. Кирчанова, русофилы являлись маргинальным движением и впоследствии это движение перешло к поддержке украинофобии. Ввиду этого многие москвофилы перестали воспринимать движение всерьёз и вышли из него. Так, один из известных деятелей УПЦ и украинофильского движения Гавриил Костельник, поддерживающий ранее москвофильские позиции, писал в своих воспоминаниях:

Украинцев они могли почти исключительно только ругать, а саму Украину считали результатом польско-немецкого заговора с целью разъединения «великого русского народа». Более того, москвофилы, жившие в Галичине, отличались особым радикализмом и выдвигали проект слияния всех славян под эгидой России, отводя хорватскому, польскому, болгарскому и другим языкам лишь статус диалекта русского языка.
Но при этом в широко известных программных документах «москвофилов» (программа русско-народной партии или иных схожих организаций Закарпатья («Историческое развитие украинского сепаратизма» Бендасюка, «Русская и украинская идея в Австрии» Д. Маркова и пр.) не содержится признаков подобных утверждений.
Украинский профессор и доктор философии П. Кралюк определял русофилов как искажённое проявление украинской национальной идеи, также соглашаясь что москвофильское движение в конце своей истории превратилось в маргинальное.
В деятельности движения, по мнению Кралюка, большое место играли политические и моральные мотивы:

Не стоит преувеличивать «простолюдную ориентацию» как греко-католических священников, так и первых западноукраинских интеллигентов. Они были представителями негосударственного, «непрестижного» народа, не имевшего четко выраженной этнической идентификации. Из-за этого первые западноукраинские интеллигенты часто общались не на народном языке, а на языках «культурных» (польском, венгерском, немецком). Учились они в школах, где доминировали западноевропейские (преимущественно немецкие) культурные ценности. Не удивительно, что такие люди рассматривали культуру своего народа как «низшую»; и часто искали поддержки какой-то внешней силы. В этом была трагедия западноукраинской интеллигенции. Поэтому неудивительно, что в её среде преобладали различные ориентации.
Тягу к русской самоидентификации П. Кралюк объяснял так: «Такие люди были не против идентифицировать себя как россиян, что давало им возможность говорить о своей причастности к могучему народу и его культурным достижениям». Также он отмечал существенную помощь движению со стороны России, которая, по его мнению, хотела видеть в Австрии свою «пятую колонну» и помогала пророссийски настроенным украинцам.

## Аналогии
Существование противоречащих друг другу вариантов национального самосознания в одной стране не является уникальным — так, альтернативой «общеитальянскому» сознанию выступили такие идеологии как «венетизм» и «паданский сепаратизм», отвергающие итальянскую идентичность жителей этих регионов. В славянском мире определённым аналогом является «македонский вопрос» — проблема этнической самоидентификации славянского населения Македонии как «македонской нации» либо «македонских болгар». Вопреки официально провозглашаемой Республикой Македонией доктрине о самобытности македонской национальности, некоторая часть македонцев и сейчас предпочитает идентифицировать себя как «македонские болгары» — жаркие дискуссии о «правильной» идентификации славянского населения Македонии продолжаются поныне. Сходные споры, хотя в менее острой форме, существуют вокруг понятия «черногорцы» — самостоятельный славянский народ, либо этнографическая группа сербов. Кроме того, в XIX — первой половине XX века существовала доктрина «чехословакизма», провозглашавшая чехов и словаков единым народом. Она была отброшена правительством Чехословакии после Второй мировой войны.

## Известные представители

### Галичина́[32]
- Авдыковский, Орест Арсеньевич (1843—1913) — журналист, писатель и поэт.
- Алексевич, Клавдия Ивановна (1830—1916) — первая галицко-русская писательница, основательница Общества русских дам.
- Антоневич, Николай Иванович (1840—1919) — историк, депутат Галицкого сейма и австрийского парламента.
- Бендасюк, Семён Юрьевич (1877—1965) — историк и филолог, православный церковный деятель.
- Блонский, Тит Кириллович (1830—1900) — писатель, исследователь церковной живописи, униатский священник.
- Ваврик, Василий Романович (1889—1970) — филолог, историк и журналист.
- Венцковский, Дмитрий Иванович (1846—1917) — писатель и поэт.
- Гарасевич, Михаил Савватьевич (1763—1836) — историк церкви, проректор Львовского университета.
- Гардый, Пётр Семёнович — американский предприниматель, меценат галицко-русских, лемковских и православных организаций в США и Польше.
- Геровский, Алексей Юлианович (1883—1972) — общественный и политический деятель, публицист, писатель.
- Геровский, Георгий Юлианович (1886—1959) — лингвист.
- Глушкевич, Мариан Феофилович (1876—1935) — общественный и политический деятель, поэт, судья и адвокат.
- Головацкий, Яков Фёдорович (1814—1888) — поэт, историк, филолог, этнограф, библиограф, публицист, ректор Львовского университета.
- Гудима, Игнатий Филиппович (1882—1941) — священник, проповедник православия на Галичине.
- Гушалевич, Иван Николаевич (1823—1903) — поэт и драматург, депутат Галицкого сейма и австрийского парламента.
- Дедицкий, Богдан Андреевич (1827—1909) — журналист и писатель.
- Добрянский, Антоний Михайлович (1810—1877) — историк, преподаватель, депутат Галицкого сейма.
- Дьяков, Фома Яковлевич (1865-после 1938) — общественный деятель, депутат Австро-Венгерского парламента.
- Залозецкий, Василий Дмитриевич (1833—1915) — поэт и романист, униатский священник.
- Згарский, Евгений Яковлевич (1834—1892) — филолог, историк, поэт.
- Зубрицкий, Денис Иванович (1777—1862) — историк и этнограф.
- Ильницкий, Василий Степанович (1823—1891) — писатель и драматург, директор гимназии во Львове.
- Калужняцкий, Емельян Иеронимович (1845—1914) — учёный-славист.
- Ковальский, Василий Дамианович (1826—1911) — писатель, составитель учебников, сениор Ставропигийского института, депутат Галицкого сейма и австрийского парламента.
- Левицкий, Иван Емельянович (1850—1913) — библиограф, историк и автор исторических повестей.
- Левицкий, Иосиф Васильевич (1801—1860) — поэт и критик, униатский священнослужитель.
- Ливчак, Осип Николаевич (1842—1919) — журналист, общественный деятель, основатель общества «Русская основа» в Вене, изобретатель.
- Лелявский, Борис Николаевич (1885—1935) -журналист.
- Лозинский, Иосиф Иванович (1807—1889) — этнограф, филолог, писатель, униатский священнослужитель, депутат Галицкого сейма.
- Луцык, Владимир Фёдорович (1859—1909) — писатель.
- Луцык, Иероним Яковлевич (1861—1935) — писатель, церковный деятель, православный священнослужитель.
- Малиновский, Михаил Иванович (1812—1894) —  церковный и политический деятель, историк, депутат Галицкого сейма.
- Малец, Григорий Семёнович (1867—1933) — журналист.
- Марков, Дмитрий Андреевич (1864—1938) — политический и общественный деятель, публицист.
- Марков, Осип Андреевич (1849—1909) — журналист.
- Мирович, Роман Денисович (1892—1971) — историк и юрист.
- Могильницкий, Антоний Любич (1811—1873) — поэт, писатель, депутат Галицкого сейма и венского парламента, униатский священник.
- Могильницкий, Иоанн Любич (1777—1831) — просветитель, составитель галицко-русской грамматики, униатский священнослужитель.
- Мончаловский, Осип Андреевич (1858—1906) — журналист, историк, историк литературы.
- Мышковский, Тит Иванович (1861—1939) — богослов, историк.
- Наумович, Иван Григорьевич (1826—1891) — писатель, поэт, драматург, издатель, журналист, депутат Галицкого сейма и австрийского парламента, униатский, позже — православный священнослужитель.
- Палайда, Семён Максимович (1893—1955) — архимандрит Русской Православной Зарубежной Церкви.
- Пелех, Иван Никитич (1859—1914) — журналист и издатель.
- Петрушевич, Антоний Степанович (1821—1913) — историк, филолог, этнограф.
- Полянский, Амвросий Афанасьевич (1854—1940) — писатель.
- Полянский, Генрих Афанасьевич (1847—1935) — писатель и поэт, униатский священник.
- Полянский, Петр Афанасьевич (1850—1910) — писатель.
- Процык, Иван Ильич (1864—1911) — журналист.
- Савюк, Иоанн — основатель первого памятника Пушкину в Галиции в частности, и за границей Российской Империи вообще, униатский священник.
- Свистун, Филипп Иванович (1844—1916) — историк и филолог, писатель
- Труш, Всеволод Владимирович (1901—1979) — журналист
- Труш, Владимир Яковлевич (1869—1931 — общественный деятель, педагог
- Устианович, Николай Леонтьевич (1811—1885) — поэт, депутат Галицкого сейма, униатский священник.
- Хиляк, Владимир Игнатьевич (1843—1893) писатель, униатский священнослужитель.
- Черлюнчакевич, Кирилл Сильвестрович — общественный деятель, юрист
- Шараневич, Исидор Иванович (1829—1901) — первый русинский археолог в Галиции, историк.

### Подкарпатская Русь (Закарпатье)
- преподобный Алексий (Кабалюк) (1877—1947) — православный священнослужитель, архимандрит Свято-Николаевского монастыря (Иза), канонизирован Украинской православной церковью.
- Анталовский, Василий Иванович (1880—1945) — педагог и общественный деятель.
- Анталовский, Василий Васильевич (1908—1996) — педагог и общественный деятель.
- Анталовский, Евгений Васильевич (1920) — юрист, общественный деятель.
- Анталовский, Степан Васильевич (1907—1992) — врач, общественный деятель.
- Артим, Иван ( XIX век) — униатский священнослужитель и церковный писатель.
- Балецкий, Эмиль Дмитриевич (1919—1981) — поэт и лингвист.
- Бачинский, Эдмунд Степанович (1880—1947) — юрист, политический и общественный деятель.
- Бедзир Владимир — русский писатель, лауреат Русской премии 2005
- Бескид, Антоний Григорьевич (1885—1933) — юрист и политический деятель.
- Бескид, Гавриил Евгеньевич (1929) — педагог, публицист, общественный деятель.
- Бескид, Константин (1898—1953) — публицист, общественный и политический деятель.
- Бескид, Михаил (1858—1932) — униатский священник, политический деятель.
- Бескид, Николай Андреевич (1883—1947) — униатский священник, историк, журналист, политический деятель.
- Бродий, Андрей Иванович (1895—1946) — журналист и политический деятель.
- Вакаров, Дмитрий Онуфриевич (1920—1945) — поэт
- Добрянский-Сачуров, Адольф Иванович (1817—1901) — юрист, писатель.
- Духнович, Александр Васильевич — униатский священник, поэт, писатель.
- Карабелеш, Андрей Васильевич — русский поэт, педагог.
- Ковач, Иван Иванович — педагог и публицист.
- Кривин, Феликс Давидович — русский писатель, лауреат Русской премии 2006
- Марышева Мила (Л. П. Бородина) — русская поэтесса, лауреат Русской премии 2008
- Сова, Пётр Петрович
- Фогораший, Иван Фёдорович — этнограф и языковед

### Буковина
- Купчанко, Григорий Иванович
- Цурканович, Илларион Юрьевич
- Богатырец, Кассиан Дмитриевич

### США
- праведный Алексий Товт (1854—1909) — протопресвитер Русской Православной Церкви в США, один из наиболее значимых американских православных миссионеров.
- Тёрох, Илья Иванович (1880—1941) — композитор, поэт, общественный деятель

## Пресса
- В Вене: «Вестник»[33], «Славянский век».
- В Галиции: «Зоря Галицкая», «Пчола», «Вестник», «Лада: Письмо поучительное русским девицам и молодицам в забаву и поучение» (1853), «Семейная библиотека», «Вестник государственных законов» (1850-58), «Церковный вестник» (1858), «Слово» (1861—1887), «Письма до громады» (1863), «Школа» (1865), «Страхопуд» (1863—1865), «Золотая грамота» (1865-66), «Русалка: Письмо для красавиц» (1866—1870), «Боян» (1867), «Славянская 3оря»(1868), «Правотарь» (1868—1869), «Господари» (1869), «Русская Рада» (1871—1912), «Наука» (с 1871, в 1936-1938 - с приложением «Листок»), «Читанки» (1879, 1886), «Пролом» (с 1880), «Новый пролом» (1883—1887), «Червоная Русь» (1888—1892), «Галичанин» (1893—1913), «Руское Слово» (1890—1914), «Прикарпатская Русь» (1909—1915, в 1921-1922 выходила как «Русь», в 1922-1923 - «Жизнь»), «Голос Народа» (1909—1914)[33], «Прикарпатская Русь» (Львов, 1918—1921), «Воля Народа» (Львов, 1921—1923), «Русский Голос» (Львов, 1922—1939; печатались также украиноязычная версия «Земля і Воля» и приложения: «Огни» (1930-1932) - для студентов, «Колосок» (1932-1933) - для детей), «Рассвет» (Львов, 1923-1924), «Голос Народа» (Львов, 1926—1931), «На рубеже» (Львов, 1927-1928), «Воскресенье» (Львов, 1928—1929, 1935-1937, в 1937-1939 - «Карпатский звон»), «Звено» (Львов, 1932—1933), «Наш Путь» (Львов, 1935—1937), «Очаг» (Львов, 1937—1939)[34][35].
- На Буковине: «Церковная газета» (1856—1858), «Православная Буковина» (1893—1901), «Буковинские Ведомости» (1895—1909), «Православная Русь» (1909—1910), «Русская Правда» (с 1880)[33], «Народная воля».
- В Закарпатье: «Русская земля», «Русская правда», «Русскій Народный Голосъ», «Наш карпаторусский голос».
- В Северной Америке: «Русскій Народъ» (Виннипег, 1914—1919), «Свет» (с 1892, Уилкес-Барр, Пенсильвания, ред. И. К. Гойняк), «Правда» (с 1901, Филадельфия, Пенсильвания, ред. С. С. Пыж), «Любовь» (с 1915, Мэйфилд, Песильвания, ред. С. Ф. Телеп), «Лемко» (с 1927, Кливленд, Огайо, ред. И.Вислицкий), «Друг народа» (с 1923, Эдмонтон, Канада, ред. Р.Самело), «Свободное слово Карпатской Руси» (Финикс, с 1958).